# Lichtajny (Ostróda)
Lichtajny (deutsch Lichteinen, nach 1908 Adlig Lichteinen, 1928 bis 1931 Lichteinen bei Osterode) ist ein kleiner Ort in der polnischen Woiwodschaft Ermland-Masuren. Er gehört zur Gmina Ostróda (Landgemeinde Osterode in Ostpreußen) im Powiat Ostródzki (Kreis Osterode in Ostpreußen).

## Geographische Lage
Lichtajny liegt 250 Meter westlich des Lichteiner Sees (polnisch Jezioro Lichtajny) im Südwesten der Woiwodschaft Ermland-Masuren, sechs Kilometer südöstlich der Kreisstadt Ostróda (deutsch Osterode in Ostpreußen).

## Geschichte
Der Gutsort Lichtenhain (nach 1410 Lichtainen, nach 1820 Lichteinen, nach 1908 Adlig Lichteinen, 1928 bis 1931 Lichteinen bei Osterode) wurde 1329 gegründet. Bei der Schlacht von Tannenberg (1410) erlitt er schweren Schaden, wie man urkundlich vermerkte. Um 1800 war das Gut Lichteinen im Besitz des Amtsrats F. Weißermel. Zum Ende des 19. Jahrhunderts gehörte es wohl bis 1945 der Familie Rose mit Karl Rose als letztem Besitzer.
1874 wurde der Gutsbezirk Lichteinen in den neu errichteten Amtsbezirk Kraplau (polnisch Kraplewo) im Kreis Osterode in Ostpreußen eingegliedert. Im Jahre 1910 zählte Adlig Lichteinen 205 Einwohner.
Am 30. September 1928 wurde der Gutsbezirk Adlig Lichteinen in die benachbarte Landgemeinde Freiwalde (polnisch Wólka Lichtajńska) eingegliedert, die zeitgleich in „Lichteinen bei Osterode“ umbenannt wurde und nach 1931 „Lichteinen“ (ohne Namenszusatz) hieß. Lichteinen verzeichnete 1933 mit dem Ortsteil Freiwalde 196 Einwohner, 1939 waren es 191. Im Jahre 1939 gab es 43 Haushalte in der Gemeinde.
In Kriegsfolge kam 1945 das gesamte südliche Ostpreußen zu Polen. Lichteinen erhielt die polnische Namensform „Lichtajny“ und ist heute eine Siedlung (polnisch Osada)  innerhalb der Gmina Ostróda (Landgemeinde Osterode in Ostpreußen) im Powiat Ostródzki (Kreis Osterode in Ostpreußen), bis 1998 der Woiwodschaft Olsztyn, seither der Woiwodschaft Ermland-Masuren zugerechnet.

## Gutshaus Lichteinen

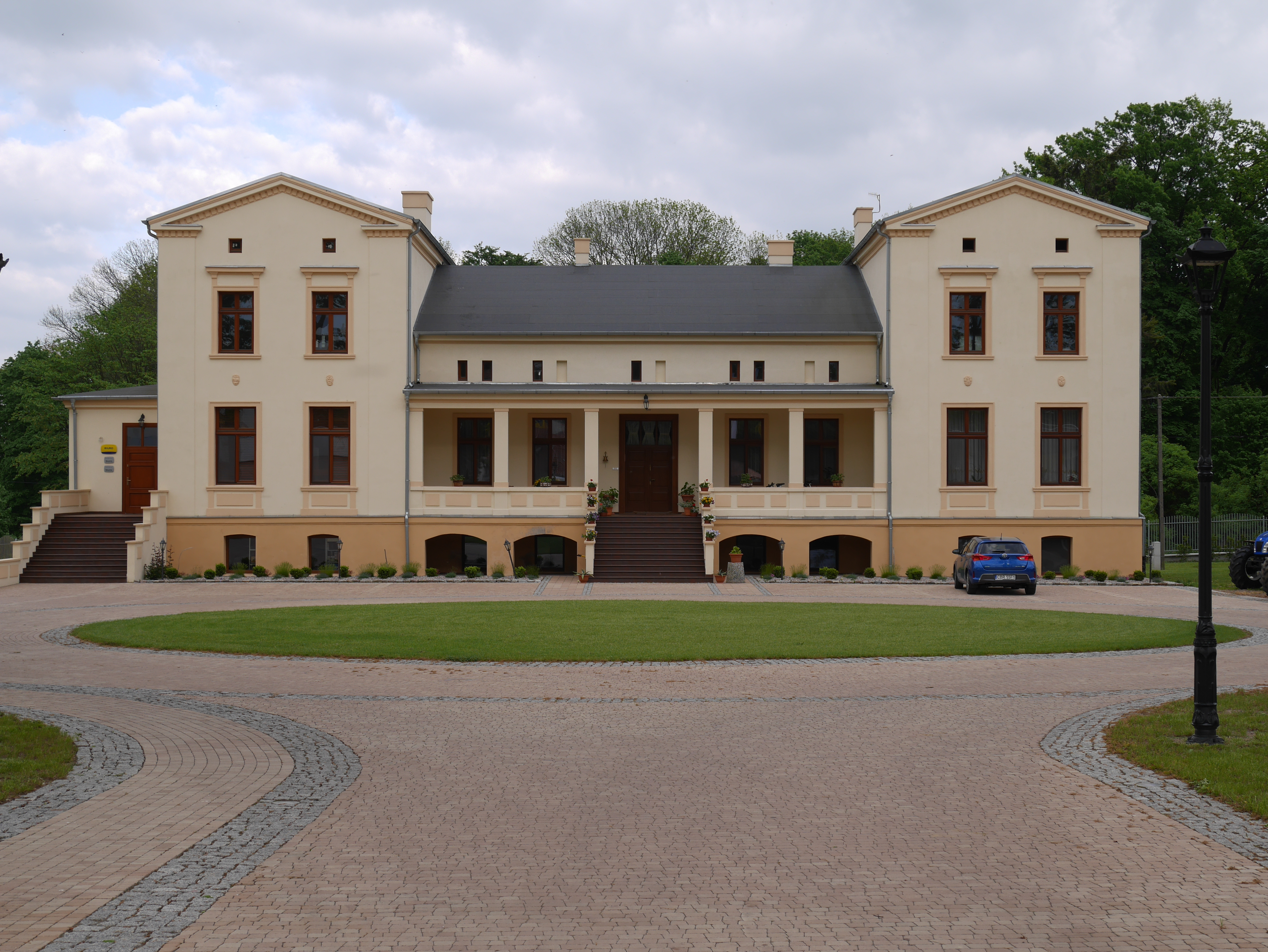
Das ehemalige Gutshaus Lichteinen

Das ehemalige Gutshaus Lichteinen liegt über dem See und ist von einem Landschaftspark umgeben. In der zweiten Hälfte des 19. Jahrhunderts wurde das Haus errichtet und nach 1945 – leider nicht mehr originalgetreu – umgebaut. Die einstige Gutskapelle aus roten Ziegeln liegt östlich auf einer Anhöhe.
Heute befindet sich in dem Herrenhaus eine Verkaufsniederlassung für landwirtschaftliche Maschinen mit umfangreichen Service-Angeboten.

## Kirche
Bis 1945 gehörte Lichteinen zum Sprengel Kraplau der Vereinigten evangelischen Kirchengemeinden Kraplau-Döhringen in der Kirchenprovinz Ostpreußen der Kirche der Altpreußischen Union, außerdem zur römisch-katholischen Kirche in Osterode. Heute ist Lichtajny katholischerseits nach Kajkowo (Buchwalde) im Dekanat Ostróda I-Wschod im Erzbistum Ermland ausgerichtet, evangelischerseits in die Kirche der Kreisstadt in der Diözese Masuren der Evangelisch-Augsburgischen Kirche in Polen oder auch die evangelisch-methodistische Dreifaltigkeitskirche in Kraplewo selbst.

## Verkehr
Lichtajny ist über die Straße 1234N, die von Ostróda über Szczepankowo (Steffenswalde) bis nach Tułodziad (Taulensee) führt, zu erreichen. Eine Anbindung an den Bahnverkehr besteht nicht. Außerdem endet eine von Smykówko (Schmückwalde) und Brzydowo (Seubersdorf) kommende Nebenstraße in Lichtajny.
Noch bis 1945 verlief am westlichen Ortsrand die von Elbing (polnisch Elbląg) kommende Bahnstrecke Osterode–Hohenstein mit dem nächsten Haltepunkt in Kraplau. Sie wurde in Kriegsfolge geschlossen.